# (18244) Anneila
(18244) Anneila (3008 T-2) – planetoida z pasa głównego asteroid okrążająca Słońce w ciągu 4,51 lat w średniej odległości 2,73 j.a. Odkryta 30 września 1973 roku.